# Vesna Vulović
Vesna Vulović (Cyrillisch: Весна Вуловић; 3 januari 1950 – Belgrado, 23 december 2016) was een Joegoslavische stewardess die op 26 januari 1972 een val van 10.160 meter uit een vliegtuig zou hebben overleefd, zonder daarbij over een valscherm te beschikken.
Vulović was stewardess bij de Joegoslavische luchtvaartmaatschappij JAT. Op 25 januari 1972 werkte ze op de vlucht die vertrok uit Stockholm en via Kopenhagen naar Zagreb en Belgrado ging. De vlucht werd uitgevoerd met een Douglas DC-9 en had vluchtnummer JAT 367. Het toestel stortte nabij de Tsjecho-Slowaakse gemeente Srbská Kamenice neer. De Joegoslavische autoriteiten beschuldigden Kroatische extremisten van het aan boord brengen van een bom. Vulović overleefde de ramp als enige van het vliegtuigpersoneel en de 22 passagiers. Wel lag ze 27 dagen in coma en had ze 16 maanden revalidatie nodig om weer te leren lopen.
Door geheugenverlies als gevolg van de val wist ze niet wat er gebeurd was, maar in een interview vertelde Vulović dat ze zich, volgens een man die haar vond, in het middelste deel van het vliegtuig bevond en erg veel geluk had gehad. De val werd door het Guinness Book of Records opgenomen als hoogste overleefde val zonder valscherm. De daarbij behorende oorkonde werd haar in 1985 door Paul McCartney uitgereikt. De hoogte van ruim 10 kilometer werd gebaseerd op gegevens van de Tsjecho-Slowaakse veiligheidsdienst, die later door de Internationale Burgerluchtvaartorganisatie werden overgenomen. 
Op grond van later onderzoek constateerde de Duitse journalist Peter Hornung-Andersen in 2009 dat de beschrijving van het ongeval waarschijnlijk een hoax was en dat het vliegtuig op lage hoogte moest zijn neergeschoten door de Tsjecho-Slowaakse strijdkrachten. Vulović zou niet van ruim 10.000, maar van ongeveer 800 meter hoogte gevallen zijn. Deze theorie is door Tsjecho-Slowakije en door Vesna Vulović zelf met kracht tegengesproken. Hornung-Andersen verklaarde dat hij geen bewijzen had, maar dat zijn theorie gebaseerd was op indirect bewijs.  
Vulović had in Joegoslavië de status van een volksheldin. Daardoor kon ze het zich aanvankelijk permitteren openlijk te protesteren tegen het beleid van president Slobodan Milošević, totdat hij haar in 1990 liet ontslaan uit haar grondfunctie bij JAT. Ook in het onafhankelijke Servië van na 2006 liet ze haar stem horen als lid van de Demokratska Stranka, de sociaaldemocratische partij. 
Tot het einde toe heeft ze ernstig geleden onder de fysieke gevolgen van haar val op 22-jarige leeftijd in 1972. Op 23 december 2016 werd de 66-jarige Vulović door vrienden dood gevonden in haar appartement in Belgrado. De doodsoorzaak moest nog worden vastgesteld.

## Soortgelijke overlevingen
- Juliane Koepcke
- Nick Alkemade